# Мелла, Хуго
Хуго Юнас Андерссон Мелла (швед. Hugo Jonas Andersson Mella; род. 12 января 2007) — шведский футболист, полузащитник «Сириуса».

## Клубная карьера
Футболом начал заниматься в клубе «Данмарк». Затем выступал за «Далькурд». В 13-летнем возрасте присоединился к академии «Сириуса». В 2023 года подписал с клубом ученический контракт, а с 2024 года стал привлекаться к тренировкам с основным составом, пройдя вместе с ним предсезонную подготовку. Впервые за клуб сыграл в матче группового этапа кубка страны с «Утсиктеном», заменив в конце второго тайма Микаэля Мартина. В марте того же года подписал с «Сириусом» первый профессиональный контракт, рассчитанный на три года. 11 августа в домашнем поединке с «Кальмаром» дебютировал в чемпионате Швеции, выйдя на замену на 95-й минуте вместо Ноэля Миллескога.

## Карьера в сборной
Участвовал в нескольких сборах сборной Швеции 2007 года рождения.

## Клубная статистика
| Выступление      | Выступление      | Выступление      | Лига | Лига | Кубки | Кубки | Конт. кубки | Конт. кубки | Итого | Итого |
| Клуб             | Лига             | Сезон            | Игры | Голы | Игры  | Голы  | Игры        | Голы        | Игры  | Голы  |
| ---------------- | ---------------- | ---------------- | ---- | ---- | ----- | ----- | ----------- | ----------- | ----- | ----- |
| Сириус           | Алльсвенскан     | 2024             | 1    | 0    | 1     | 0     | 0           | 0           | 2     | 0     |
| Сириус           | Итого            | Итого            | 1    | 0    | 1     | 0     | 0           | 0           | 2     | 0     |
| Всего за карьеру | Всего за карьеру | Всего за карьеру | 1    | 0    | 1     | 0     | 0           | 0           | 2     | 0     |